# Pterygocythereis alophia
Pterygocythereis alophia är en kräftdjursart som beskrevs av Hazel 1983. Pterygocythereis alophia ingår i släktet Pterygocythereis och familjen Trachyleberididae. Inga underarter finns listade i Catalogue of Life.